# Srednabergen

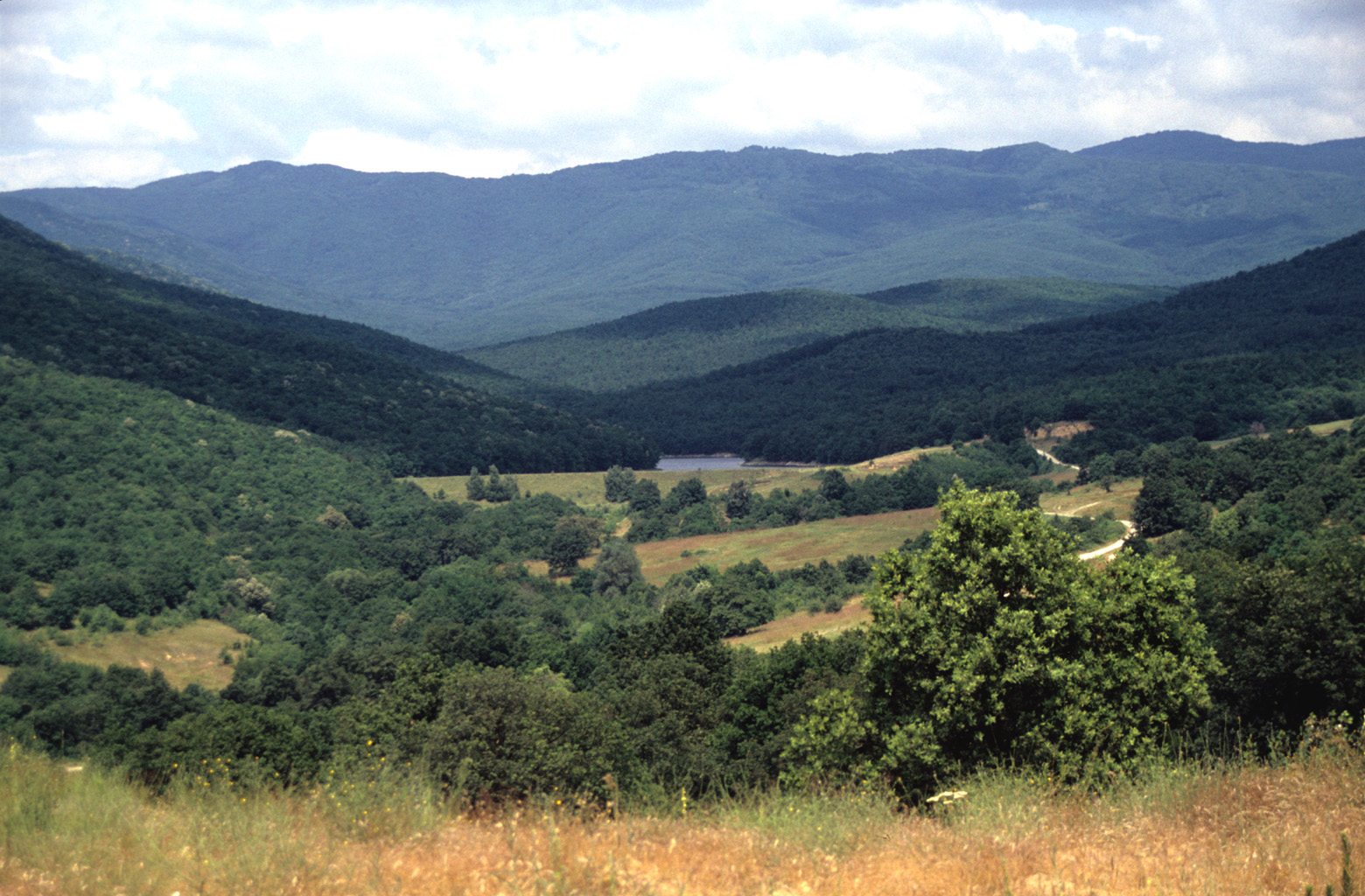
Srednabergen sett från den thrakiska graven nära Starosel.

Srednabergen (bulgariska: Средна гора / Sredna gora, turkiska: Orta dağ) är en bergskedja i Bulgarien som ligger söder om Balkanbergen och löper parallellt med dessa i öst-västlig riktning. Den skiljs från Balkanbergen av Maritsas bifloder Topolnitsas och Strjamas dalar. Högsta toppen når 1 572 meter.